# Синестезия в искусстве
Термин «синестезия в искусстве» исторически относился к широкому спектру экспериментов художников, композиторов, поэтов которые исследовали взаимосвязь чувств (например, зрение и слух; слово «синестезия» происходит от древнегреческого σύν (syn), «вместе», и αἴσθησις (aisthēsis), «ощущение»). Использование термина «синестезия в искусстве» следует отличать от неврологической синестезии в научных исследованиях. 
Кроме того, синестетическое искусство может относиться либо к искусству, созданному синестетами, либо к искусству, созданному для того, чтобы вызвать синестетический опыт у широкой аудитории.

## Синестезия в поэзии
Довольно ярким примером является сонет Артюра Рембо «Гласные» (1871 г.), который содержит в себе как элементарные ассоциации между гласными и тем или иным цветом, так и образы, порожденные этими ассоциациями:
А — черно, бело — Е, У — зелено, О — сине,
И — красно… Я хочу открыть рождение гласных.
А — траурный корсет под стаей мух ужасных,
Роящихся вокруг как в падали иль в тине.

В более спокойной форме декларировал синестетичность поэзии Шарль Бодлер — в своем программном стихотворении с показательным названием «Соответствия» (1857 г.), где использование данного приема еще предполагает общедоступность:
Есть запах девственный, как луг он чист и свят,
Как тело детское, высокий звук гобоя…

Многие современники, последователи Рембо в символисткой, а затем и футуристической поэзии провозгласили «Гласные» открытием, продолжая синестетические эксперименты и защищая право поэта на них (Р. Гиль, В. Лилок, Ж. Мореас и др.). Были предприняты попытки вынести «цветную» поэзию на сцену с реальным окрашиванием звучащих гласных. Синестезия и конкретно «цветной слух» представлялись символистами как знак высокой художественности, элитарности, эзотеричности.
Со специальными программными произведениями в защиту синестетизма поэзии выступили и русские поэты, правда, уже без жестких аналогий, — Константин Бальмонт («Аромат Солнца»),

Запах Солнца? Что за вздор!
Нет, не вздор.
В Солнце звуки и мечты,
Ароматы и цветы
Все слились в согласный хор,
Все сплелись в один узор.

И Иннокентий Анненский («Фамира-Кифаред»):

Я на закат смотрел, как розы там
Небесный путь засыпали, а ноты
Со струн ее кифары на стезю
Вздымались и дымились…

Но в восторженности «смешением чувств», особым языком они также проявляли чрезмерную настойчивость. Так, в одной из своих теоретических работ Константин Бальмонт делает следующий вывод: «Творчески мыслящий и чувствующий художник… знает, что звуки светят, а краски поют, и запахи влюбляются» Такого же мнения придерживается и Андрей Белый, который категорически утверждал, что «отсутствие цветного слуха в художнике пера и кисти — изъян».
Вместе с тем, как социально-художественную аномалию, игнорирующую содержательные функции искусства, оценивали Л. Толстой, М. Горький, А. Франс, Г. де Мопассан. Они указывали на отсутствие чувства художественной меры, на бессмысленно-игровой, эпатирующий характер многих из этих экспериментов.

## Синестезия в живописи

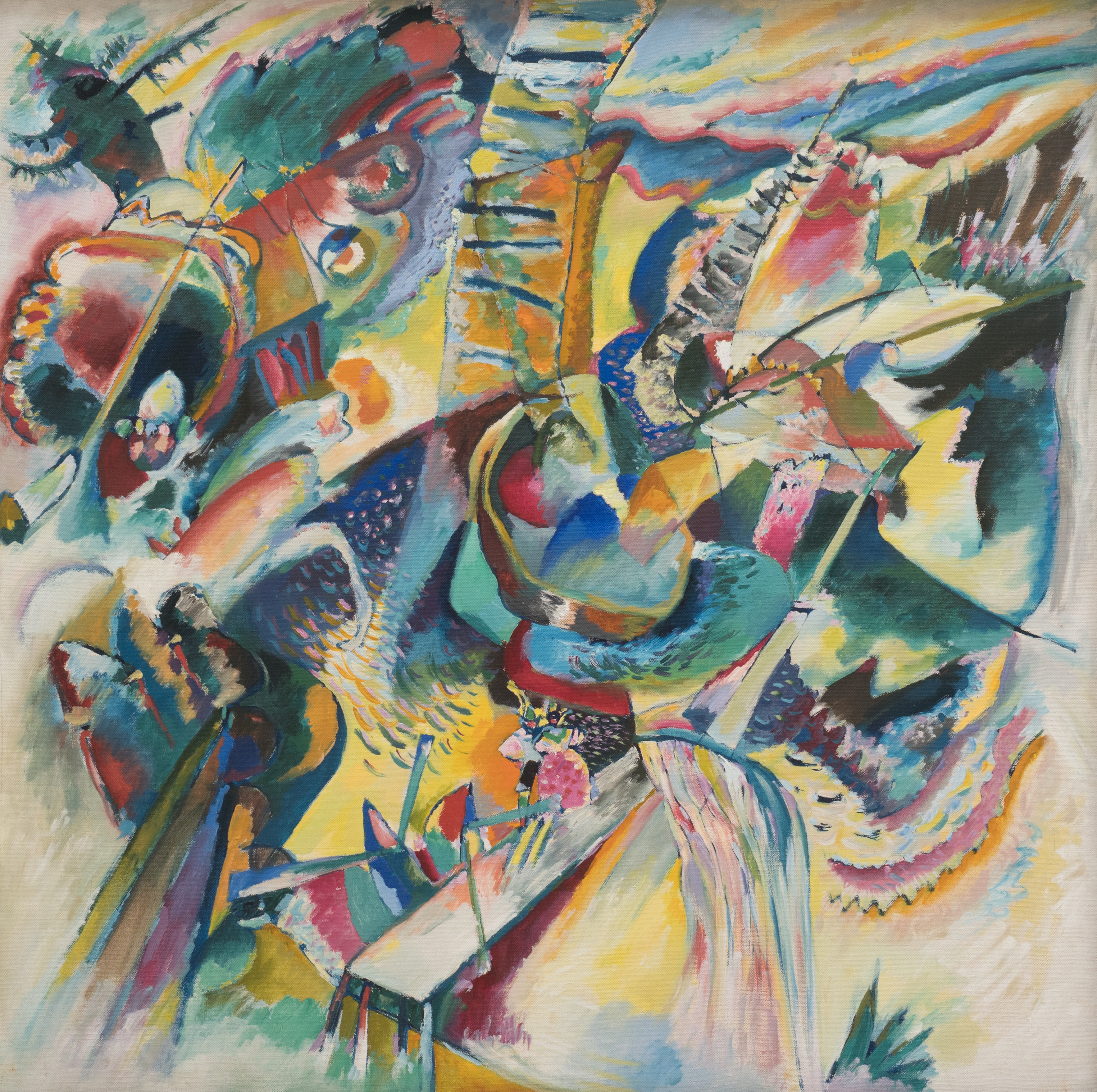
Василий Кандинский. Импровизация. Ущелье

Одним из известных синестетов в живописи является Василий Кандинский. Стиль высказываний Кандинского неоднороден: художник оперирует эмпирическими ассоциациями, относящимися к восприятию различных чувств, объединенных по принципу подобия, но иногда указывает на глубинные психологические основы. Кандинский неоднократно упоминал о том, что при смешивании цветов в детстве слышал странный шипящий шум. Поскольку между духовным и телесным в человеке существует крепкая связь, сильное душевное переживание посредством ассоциаций может вызывать другого рода соответствующее переживание. 
Например, красный цвет может породить душевную вибрацию, подобную той, какую рождает огонь, так как огонь красный. Теплый красный цвет возбуждает, а вследствие сходства с вытекающей кровью может даже вызвать болезненные ощущения. Красный цвет в этом случае пробуждает воспоминание о другом физическом факторе, который, безусловно, болезненным образом действует на душу. 

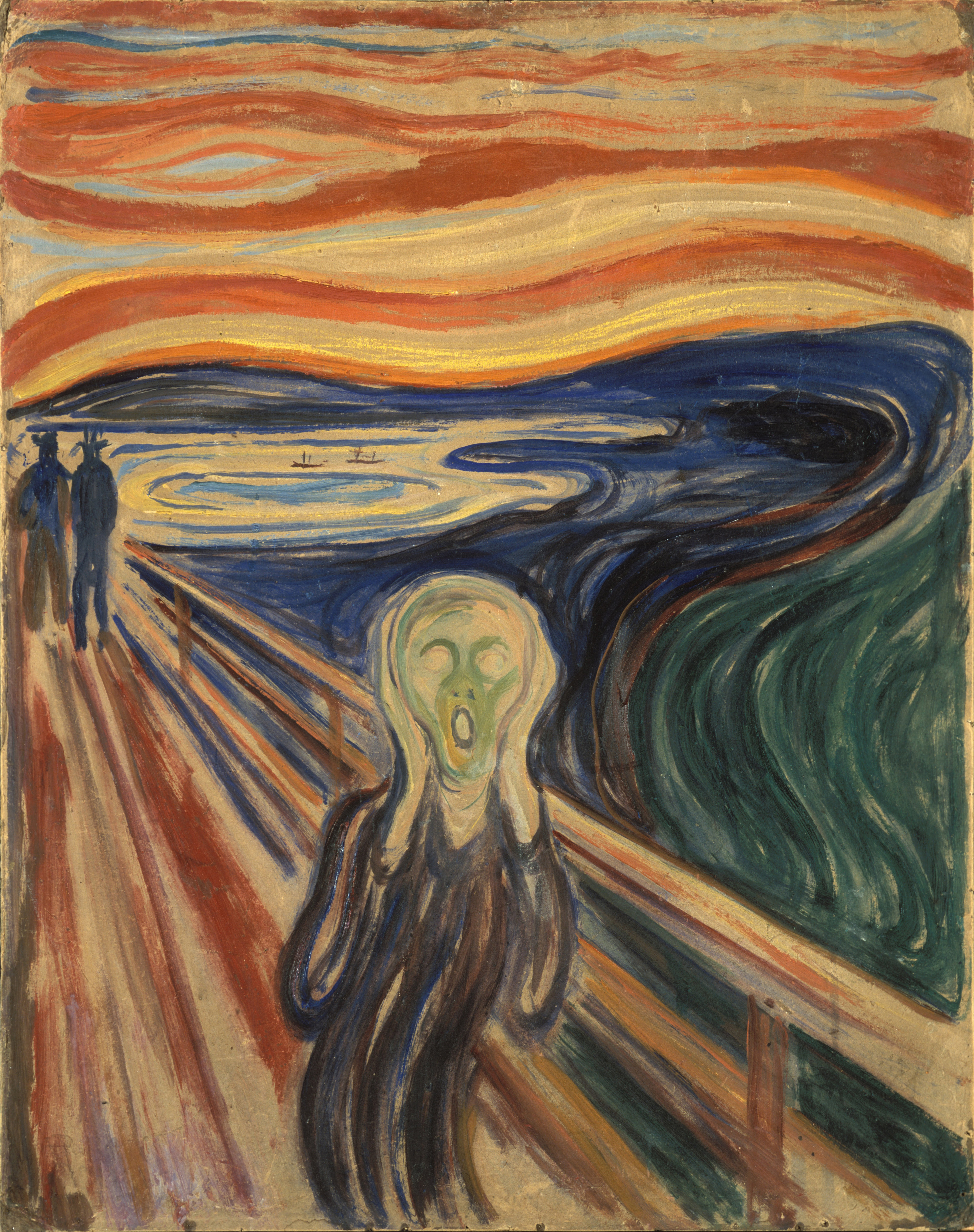
Эдвард Мунк. Крик

Интерес к синестезии и идеи Гёте стимулировали размышления Кандинского о музыкальных параболах. Живописец характеризовал цвет с помощью звуковых определений и тем самым положил начало практике приложения визуальных понятий к музыке. Благодаря основательным познаниям художника в музыке даже в его парадоксальных формулировках сохраняется интригующий смысл. Музыкальное различие между белым и черным сводится Кандинским к различию между звучанием паузы, обещающей продолжение, и беззвучием «вечного молчания без будущего и надежды». Чернота — это самый глухой, совершенно беззвучный цвет. Подобные свойства проявляет серый — глухой и неподвижный, Феномен синестезии в искусстве лишенный динамики и надежды. Чем темнее серость, тем более «безнадежной и сдавленной» она является.
В широком смысле любую экспрессионистскую живопись можно назвать синестетической, поскольку именно в ней особенно явно передается основные чувства с помощью цвета. Живопись тем самым перестает быть лишь изображением предметов и становится игрой элементов на основе духовных законов.

## Синестезия в музыке

Соответствие цветов и тональностей по Скрябину

Известными композиторами синестетами были Александр Скрябин и Николай Римский-Корсаков. Скрябин создал собственную систему цветотональности, в которой обозначил до-мажор красным цветом, ре-мажор — желтым, соль-мажор — оранжево-розовым, а ля-мажор — зеленым. При этом их видение цветов тональностей сильно различалось, так, Римский-Корсаков в отличие от Скрябина видел до мажор белым.
Еще до создания своего первого светомузыкального произведения Скрябин при описании музыки часто использовал световые метафоры. В одном из эпизодов Сонаты № 3, созданной в 1898 году, автор «объяснял» музыку через выражение «здесь звезды поют». А ремарки «светоносно» и «мрачно» он применял в своей «Божественной поэме», которую писал с 1902 по 1904 года. Полностью воплотить замысел синтеза искусств композитору удалось в 1910 году в музыкальной поэме «Прометей» («Поэме огня»), которая стала первым светомузыкальным произведением в мировой истории.
Для исполнения поэмы «Прометей» нужны были оркестр, хор, орган, фортепиано и специальный световой аппарат. Последнему отводилась особая роль — воспроизвести партию света «Luce», в которой обычными нотами были записаны условные обозначения цветов. В световой строке также доминировали два цвета — фиолетовый и красный. Первый ассоциировался со сферой духа и нематериальным началом, второй выступал как его противоположность и обозначал материю. По задумке композитора, в конце партии света происходил выход за пределы материального мира, поэтому финал произведения был решен в фиолетовом цвете.
Каждая тональность имеет определенное настроение и эмоциональную окраску, которые вызывают зрительную ассоциацию с каким-нибудь видом, чаще всего природы. В свою очередь, доминирующий цвет зрительного образа переносится на ощущение данной тональности, становясь ее цветом. Примером такого механизма ассоциации может служить фрагмент письма Римского-Корсакова, описывающий тональность a-moll: «Это тональность молодости, весны, но не ранней с заморозками и лужами, а такой, когда цветет сирень и все луга усеяны цветами. Тональность утренней зари, но не тогда, когда начинает светать, а тогда, когда уже весь восток становится пурпурным и золотым».